# 埃吉爾峰
72°24′S 1°18′E / 72.400°S 1.300°E
埃吉爾峰是南極洲的山峰，位於東部南極洲的毛德皇后地，屬於斯維爾德魯普山脈的一部分，處於伊辛根山以東，海拔高度2,640米。